# Sarcophaga aenigmoides
Sarcophaga aenigmoides är en tvåvingeart som beskrevs av Povolny 1987. Sarcophaga aenigmoides ingår i släktet Sarcophaga och familjen köttflugor. Inga underarter finns listade i Catalogue of Life.